# 坂井久太
坂井 久太（さかい きゅうた、1976年6月11日 - ）は、日本の女性アニメーター、キャラクターデザイナー、イラストレーター。新潟県出身。Atelier Pontdarc所属。
男性名でクレジットされているが女性である。
極稀に坂井 きゅう太、さかい きゅう太、あおい 小梅名義でクレジットされることがある。また、初期は坂井 久美子（さかい くみこ）名義で活動していた。

## 略歴・人物
代々木アニメーション学院を卒業後、アニメ制作会社のマジックバスに入社。その後フリーランスを経て、現在はAtelier Pontdarcに所属。
鉛筆と色鉛筆を同時に持つことができ、主線を引いた後すぐに影を描くことができる「器用な」作画スタイルを持つ。

## 作品

### テレビアニメ
1997年
- 新・天地無用!（動画） ※坂井久美子名義
- 学級王ヤマザキ（1997年 - 1998年、動画・動画チェック） ※坂井久美子名義
- BURN-UP EXCESS（1997年 - 1998年、原画・動画・動画チェック） ※坂井久美子名義

1998年
- セクシーコマンドー外伝 すごいよ!!マサルさん（動画・動画チェック） ※坂井久美子名義
- Weiß kreuz（動画・動画チェック） ※坂井久美子名義
- 突撃!パッパラ隊（1998年 - 1999年、原画） ※坂井久美子名義
- カードキャプターさくら（第1期、原画）

1999年
- カードキャプターさくら（第2期、原画）
- カードキャプターさくら（第3期、1999年 - 2000年、原画）
- 宇宙海賊ミトの大冒険 2人の女王様（原画）
- 魔法使いTai!（原画） ※坂井久美子名義
- セラフィムコール（原画） ※坂井久美子名義

2000年
- サクラ大戦TV（原画）
- ブギーポップは笑わない Boogiepop Phantom（原画）
- HAND MAID メイ（原画・OP原画）
- 闇の末裔（作画監督）
- 陽だまりの樹（原画） ※坂井久美子名義
- X-メン:エボリューション（2000年 - 2003年、原画）
- うちゅう人 田中太郎（2000年 - 2001年、原画）

2001年
- 機動天使エンジェリックレイヤー（原画）
- 爆転シュート ベイブレード（原画）
- 魔法少女猫たると（作画監督・原画） ※坂井久美子名義
- チャンス～トライアングルセッション～（作画監督・原画） ※坂井久美子名義
- 魔法戦士リウイ（原画）
- フルーツバスケット（原画）

2002年
- ぴたテン（キャラクターデザイン・作画監督・原画・OP/ED作画監督）
- 超重神グラヴィオン（原画）
- キディ・グレイド（2002年 - 2003年、原画）

2003年
- LAST EXILE（原画）
- プリンセスチュチュ（原画）
- グリーングリーン（原画）
- TEXHNOLYZE（原画）
- GUNSLINGER GIRL（原画）
- デ・ジ・キャラットにょ（2003年 - 2004年、作画監督・原画・OP原画）
- ヤミと帽子と本の旅人（2003年 - 2004年、作画監督・原画・OP原画）

2004年
- ごくせん（OP作画）
- スウィート・ヴァレリアン（原画）
- 十兵衛ちゃん2 -シベリア柳生の逆襲-（原画）

2005年
- 苺ましまろ（キャラクターデザイン・総作画監督・作画監督・原画・OP作画監督）
- ゾイドジェネシス（2005年 - 2006年、キャラクターデザイン・原画・OP作画監督）
- 蟲師（作画監督補佐）

2006年
- Strawberry Panic（キャラクターデザイン・総作画監督・作画監督・OP作画監督）
- ひぐらしのなく頃に（キャラクターデザイン・総作画監督・OP作画監督）

2007年
- ひぐらしのなく頃に解（キャラクターデザイン・総作画監督・作画監督・原画・OP/ED作画監督）

2008年
- 仮面のメイドガイ（キャラクターデザイン・総作画監督） ※あおい小梅名義

2009年
- NEEDLESS（作画監督・原画・EDアニメーション）

2010年
- 屍鬼（ED作画）
- おとめ妖怪 ざくろ（OP原画）
- 探偵オペラ ミルキィホームズ（アイキャッチ・原画・ED原画）

2011年
- STEINS;GATE（キャラクターデザイン・総作画監督・作画監督・作監協力・原画・OP/ED原画）
- 探偵オペラ ミルキィホームズ サマー・スペシャル（アイキャッチ）

2012年
- 探偵オペラ ミルキィホームズ 第2幕（アイキャッチ）
- さんかれあ（キャラクターデザイン・総作画監督・OP/ED作画監督）
- 人類は衰退しました（キャラクターデザイン・総作画監督・OP作画監督）

2013年
- はたらく魔王さま！（作画監督）
- ローゼンメイデン（新アニメ）（キャラクターデザイン・総作画監督・OP/ED作画監督）

2014年
- そにアニ -SUPER SONICO THE ANIMATION-（原画）
- 桜Trick（キャラクターデザイン・総作画監督・原画・OP/ED1/ED2総作画監督）
- selector infected WIXOSS（キャラクターデザイン・総作画監督・ED作画監督）
- selector spread WIXOSS（キャラクターデザイン）
- ご注文はうさぎですか?（作画監督協力）
- アカメが斬る!（ED1原画）

2015年
- うたわれるもの 偽りの仮面（作画監督）

2016年
- Re:ゼロから始める異世界生活（キャラクターデザイン・総作画監督）

2017年
- ゼロから始める魔法の書（作画監督）

2018年
- 多田くんは恋をしない（原画）
- Lostorage conflated WIXOSS（キャラクター原案）

2020年
- Re:ゼロから始める異世界生活 2nd season（第2期、2020年 - 2021年、キャラクターデザイン・作画監督）

2022年
- 異世界おじさん（作画監督・原画）
- シャインポスト（原画）

2024年
- 異世界失格（作画監督）

2025年
- フードコートで、また明日。（キャラクターデザイン・総作画監督・原画）

### 劇場アニメ
1999年
- ハッピーバースデー 命かがやく瞬間（原画） ※坂井久美子名義

2000年
- 劇場版おジャ魔女どれみ#（原画）
- ONE PIECE（原画） ※坂井久美子名義

2001年
- 劇場版デジモンアドベンチャー02ディアボロモンの逆襲（原画） ※坂井久美子名義

2013年
- 劇場版 STEINS;GATE 負荷領域のデジャヴ（キャラクターデザイン・総作画監督・作画監督）

2015年
- 音楽少女（作画協力）
- selector destructed WIXOSS（キャラクターデザイン）

2017年
- 青鬼 THE ANIMATION（キャラクター原案）

### OVA
1997年
- 竜機伝承（動画） ※坂井久美子名義

1998年
- フォトン（動画） ※坂井久美子名義
- 銀河英雄伝説外伝第1期「白銀の谷」「千億の星、千億の光」（動画） ※坂井久美子名義

1999年
- 銀河英雄伝説外伝第2期「螺旋迷宮」（1999年 - 2000年、原画） ※坂井久美子名義
- サクラ大戦 轟華絢爛（1999年 - 2000年、原画）

2003年
- Di Gi Charat劇場 ぴよこにおまかせぴょ!（作画監督・原画）

2004年
- まかせてイルか!（原画）

2007年
- 苺ましまろ（キャラクターデザイン・総作画監督）

2009年
- 苺ましまろ encore（キャラクターデザイン・総作画監督・作画監督・原画・OP原画）

2010年
- その花びらにくちづけを あなたと恋人つなぎ（キャラクターデザイン・作画監督・原画）

2013年
- ひぐらしのなく頃に拡 ～アウトブレイク～（キャラクターデザイン）

2017年
- Lostorage conflated WIXOSS -missing link-（キャラクター原案協力）

2018年
- Re:ゼロから始める異世界生活 Memory Snow（キャラクターデザイン・作画監督）
- あさがおと加瀬さん。（キャラクターデザイン・企画・総作画監督）

2019年
- Re:ゼロから始める異世界生活 氷結の絆（キャラクターデザイン）

### Webアニメ
- STEINS;GATE 聡明叡智のコグニティブ・コンピューティング（2014年、キャラクターデザイン・作画監督）
- 怒りのオコリザル観察日記（2024年、キャラクターデザイン・作画監督）

### ゲーム
- 姉小路直子と銀色の死神 （2014年、OPアニメーションキャラクターデザイン）

### コラム
- さかいきゅう太のきゅうきゅうリリー （ぶろこみ）

### その他
- アクエリアンエイジ （1999年 -、シリーズ参加イラストレーター） ※坂井きゅう太名義
- 『坂井久太版権集 Candy Rain』（2010年、ISBN 9784758011907）
- WIXOSS（2015年、stirredキャラクターデザイン）
- エッチな召喚士の変態的召喚論（2019年、挿絵）